# Десикація
Десикація (від лат. desiccare — висушувати) — переджнивне підсушування рослин з метою прискорення достигання (на 5-7 діб) і полегшення збирання врожаю, яке особливо ефективне при забур'яненості та за вологої погоди.
Нині використовують десиканти на основі диквату, глюфосинату амонію та гліфосату. Десикацію проводять на посівах соняшнику, льону, сої, рису, пшениці, гороху, картоплі, насінників цукрових буряків, люцерни, конюшини та інших культур приблизно за 10 діб до збирання урожаю. Десикація не пошкоджує насіння і бульби, що дозрівають, створює сприятливі умови для роботи збиральних машин. Одночасно з переджнивним підсушуванням рослин поля звільняються від багаторічних бур'янів під наступні культури. Обприскування десикантами перед збиранням особливо результативне за середнього та сильного ступенів забур'яненості. Особливо десикація ефективна за вологої погоди. Спосіб застосування десикантів — наземне обприскування, на великих площах — авіацією.